# Сибила Кристина фон Вид
Сибила Кристина фон Вид (на немски: Sibylla Christina von Wied; * 1 април 1631; † 11 октомври 1707) е графиня от Вид-Нойвид и чрез женитба графиня на Лайнинген-Вестербург-Оберброн-Нойлайнинген и Форбах.

## Произход и наследство
Тя е най-малкото дете на граф Херман II фон Вид-Нойвид († 1631) и съпругата му графиня Юлиана Доротея фон Золмс-Хоензолмс († 1649), дъщеря на граф Херман Адолф фон Золмс-Хоензолмс († 1613) и Анна София фон Мансфелд-Хинтерорт († 1601).
Нейният брат Фридрих III фон Вид (1618 – 1698) се жени през март 1639 г. за графиня Мария Юлиана фон Лайнинген-Вестербург (1616 – 1657).
Сибила Кристина фон Вид умира на 11 октомври 1707 г. на 76 години. Наследена е от двете ѝ дъщери Естер Юлиана и София Сибила.

## Фамилия
Сибила Кристина фон Вид се омъжва през 1651 г. за граф Йохан Лудвиг фон Лайнинген-Вестербург (* 1625; † 18 април 1665), син на граф Лудвиг Емих фон Лайнинген-Вестербург (1595 – 1635) и графиня Естер фон Еберщайн (1603 – 1682). Те имат седем деца:

- Албрехт Лудвиг (* 1641)
- Йохан Лудвиг († 28 август 1653)
- Естер Юлиана (* 1656; † сл. 18 май 1709), омъжена за Лудвиг, барон фон Синклер († 1738)
- София Сибила (* 14 юли 1656; † 13 април 1724), омъжена I. 1678 г. за граф Йохан Лудвиг фон Лайнинген-Дагбург-Фалкенбург в Гунтерсблум (1643 – 1687), II. на 15 ноември 1691 г. в Хомбург за ландграф Фридрих II фон Хесен-Хомбург (1633 – 1708)
- Луиза Кристина (* 1657)
- Йохан Фридрих († 1659)
- Фридрих († 166?; † млад)